# 無我流
無我流（むがりゅう）は、田﨑儀右衛門が創始した捕手術を表芸とする総合武術の流派。肥前国で学ばれていたの捕手の一つ。

## 歴史
無我流の流祖は、肥前国小城郡の田﨑儀右衛門行廣である。

## 内容
表
無刀捕之事
待捨、断間、無雙、花車、無頭
立合捕之事
𧏪、三方搦、岩石落、披搴、髻抜、向詰、追懸
居合捕之事
一起、一留、車留、飛点、沈身、懸捨、腕留、排身、右轉、左轉、壁添
中段
白刃捕之事
待捨、断間、無雙、花車、無頭
蜻蛉、留入、直身
点棒捕之事
三寸留、請流、重留、付入、乱点
小刀之事
向位、誠眼、右溶、左溶、切延、陰鑓留、陽鑓留、見眞
兵法之事
請流、右溶、左溶、切延、燕皈
極意
殺人態、活人態、生死氣見